# Making Friends (película de 1936)
Making Friends es un corto de animación estadounidense de 1936, de la serie de Betty Boop. Fue producido por los estudios Fleischer y distribuido por Paramount Pictures. En él aparecen Betty Boop y su mascota Pudgy.

## Argumento
Pudgy se aburre mientras Betty Boop lee un libro en su cabaña del bosque. Ella le anima a que salga y haga amigos entre los animales silvestres.

## Producción
Making Friends es la quincuagésima novena entrega de la serie de Betty Boop y fue estrenada el 18 de diciembre de 1936.